# Kanton Tarbes-5
Der Kanton Tarbes-5 war von 1973 bis 2015 ein französischer Wahlkreis im Arrondissement Tarbes im Département Hautes-Pyrénées und in der Region Midi-Pyrénées.
Der Kanton bestand aus einem Teil der Stadt Tarbes und hatte 8261 Einwohner (Stand 1. Januar 2012).